# MetLife Building

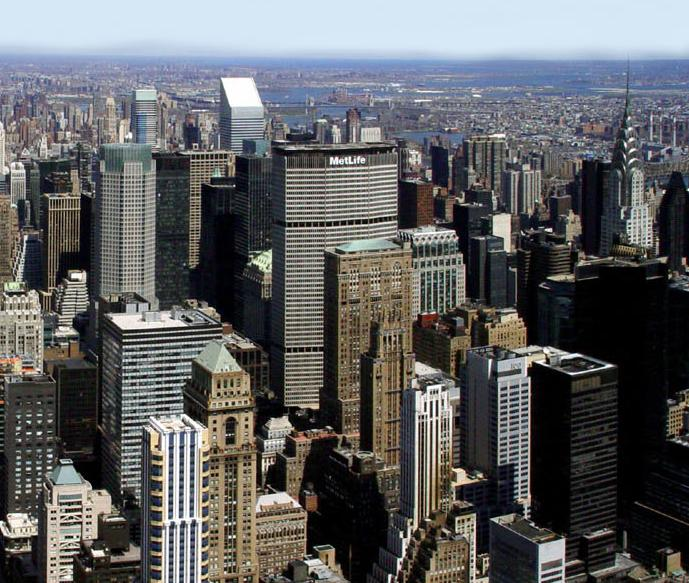
MetLife Building vanaf het Empire State Building.

Het MetLife Building (oorspronkelijk Pan Am Building) is een wolkenkrabber aan Park Avenue in New York.

## Geschiedenis
Ten tijde van de opening op 7 maart 1963 was het gebouw het grootste kantoorgebouw ter wereld. Het werd gebouwd in opdracht van de Amerikaanse luchtvaartmaatschappij Pan American World Airways, vaak afgekort tot Pan Am. Het logo en de naam van Pan Am verschenen op de gevels van het gebouw. Het MetLife Building was het laatste gebouw in New York dat gebouwd werd voordat er wetten werden aangenomen die het plaatsen van bedrijfslogo's op wolkenkrabbers verbood. Pan Am had oorspronkelijk slechts vijftien van de zestig verdiepingen van het gebouw in bezit. 
In 1963 had Pan Am een aandeel in het pand, maar in 1969 en 1978 kocht het de andere aandeelhouders uit en ook de grond onder het gebouw. Geen twee jaar later, in 1980 waren de resultaten van Pan Am drastische verslechterd en de schuldeisers wilden geld zien. In 1981 kocht de Metropolitan Life Insurance Company het Pan Am Building voor 400 miljoen dollar, de hoofdkantoren van Pan Am bleven echter in het gebouw. In 1991 had Pan Am slechts vier verdiepingen in bezit en in de loop van dat jaar verhuisde de luchtvaartmaatschappij haar hoofdkantoren naar Miami. Ondanks de hoge winst van 294 miljoen dollar op de verkoop ging niet lang daarna Pan Am failliet. Op 3 september 1992 maakte MetLife bekend dat de naam Pan Am van de gevel zou verdwijnen. Op dat moment bevond het hoofdkantoor van MetLife zich nog in de Metropolitan Life Insurance Company Tower.
In 2005 verkocht MetLife het gebouw voor 1,72 miljard dollar, een recordprijs op dat moment voor een kantoorgebouw in de Verenigde Staten. Het record stond op naam van Harry Macklowe, in 2003 betaalde hij 1,4 miljard dollar voor het General Motors Building op Fifth Avenue. Tishman Speyer Properties, ook de eigenaar van het Chrysler Building en Rockefeller Center, kocht samen met twee pensioenfondsen van New York het MetLife gebouw.

## Helikopterplatform
Van 1965 tot en met 1968 en enkele maanden in 1977 was er een helikopterverbinding van zeven minuten tussen John F. Kennedy International Airport en het helikopterplatform op het dak van het MetLife Building. De helihaven werd echter gesloten nadat een helikopter neerstortte op 16 mei 1977 waarbij vijf mensen omkwamen. 

## Architectuur

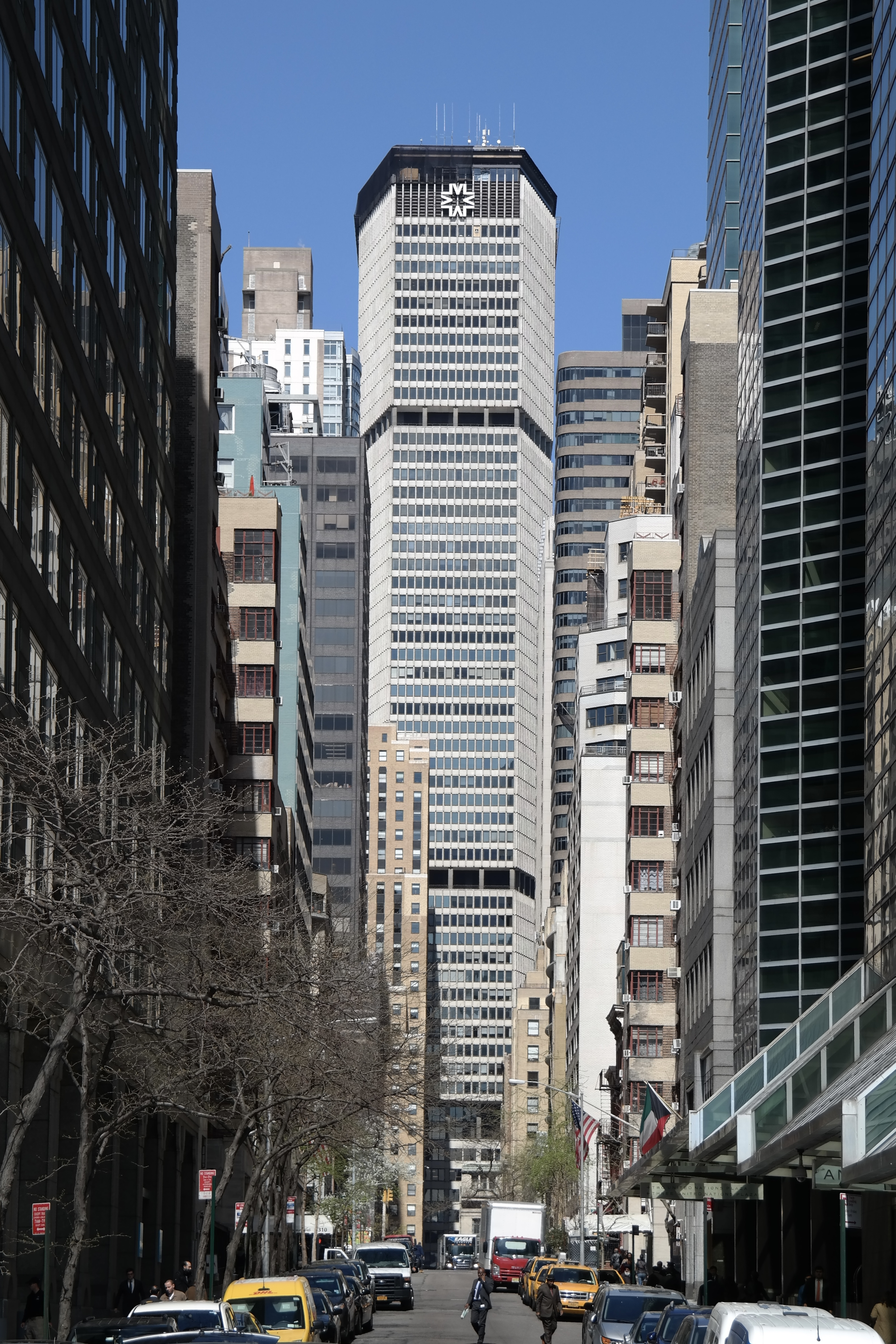
Het gebouw gezien vanuit het oosten

Het MetLife Building werd ontworpen door het architectenbureau Roth & Sons in de zogenaamde internationale stijl. Het volledig commerciële ontwerp is herkenbaar door de grote verdiepingen en het ontbreken van versieringen binnen en buiten. Het gebouw is zeer populair bij huurders omdat het dicht bij de Grand Central Terminal staat.
In 1987 hield het tijdschrift New York een peiling waaruit bleek dat het MetLife Building, toentertijd nog Pan Am Building, op de eerste plaats stond van gebouwen die de inwoners van New York afgebroken zouden willen hebben. Waarschijnlijk is het gebouw zo impopulair omdat het gebouw zo zichtbaar is vanaf Park Avenue, en het die straat als het ware heeft opgegeten.
Veel van de meest invloedrijke architecten van de twintigste eeuw prezen het MetLife Building. Met zijn vorm van een uitgerekte ruit, die vergelijkbaar is met die van de Pirellitoren in Milaan, onderscheidt het MetLife Building zich van veel wolkenkrabbers uit zijn tijd.  
Het Portland House Tower in Westminster in Londen is bijna identiek aan het MetLife Building en is ook in dezelfde tijd gebouwd als de New Yorkse wolkenkrabber.

## Trivia
Het computerspel GTA IV speelt zich af in Liberty City, een parodie op New York. Op een bepaald eiland staat een gebouw dat duidelijk een parodie is op het MetLife Building, hier heet het geen MetLife, maar GetaLife, wat weer staat voor Get a Life (Engelstalige uitdrukking voor 'zoek een leven').